# Midori (Sagamihara)
Midori (緑区, Midori-ku) és un dels tres districtes que formen la ciutat de Sagamihara, a la prefectura de Kanagawa, Japó. El nom de Midori, que traduït al català vol dir "verd", fa referència a la gran natura que hi ha al districte i al seu caire més rural que urbà.

## Geografia
El districte de Midori està situat a la part més occidental de la ciutat de Sagamihara i ocupa vora el 77% del territori total d'aquesta, tot i ser el districte menys populós. El districte limita cap a l'est amb el districte de Chūō; al nord-est limita amb les ciutats toquiòtes de Machida i Hachiōji; a l'oest limita amb la prefectura de Yamanashi i al sud limita amb els municipis de Kiyokawa i Yamakita. Gran part del territori del districte són boscos i té llacs artificials com el de Sagami i el de Miyagase.

### Barris
L'ajuntament administra i reconeix els següents barris o àrees:
- Hashimoto
- Ōsawa
- Shiroyama
- Tsukui
- Sagamiko
- Fujino

## Història
El districte de Midori fou fundat l'1 d'abril de 2010 en esdevindre Sagamihara una ciutat designada. La pràctica totalitat del districte no formava part de la ciutat de Sagamihara abans de la primera fusió (2006), la segona (2007) i la posterior designació (2010). El 20 de març de 2006, l'antiga ciutat de Sagamihara va absorbir les viles de Sagamiko i Tsukui, ambdues pertanyents al districte de Tsukui. Amb la primera fusió, el terme municipal de Sagamihara va quedar dividit en dues parts sense connexió terrestre. Els dos municipis que separaven les dues parts, les viles Fujino i Shiroyama, també del districte de Tsukui, van integrar-se dins de Sagamihara l'11 de març de 2007. El mateix any, la nova ciutat de Sagamihara passa dels 700.000 habitants i esdevé ciutat designada.

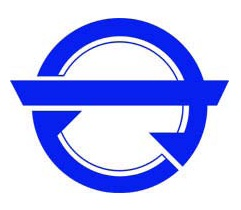
Antic escut de Sagamiko
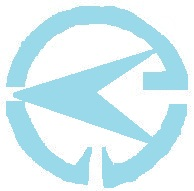
Antic escut de Tsukui
Antic escut de Fujino
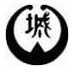
Antic escut de Shirayama

## Transport

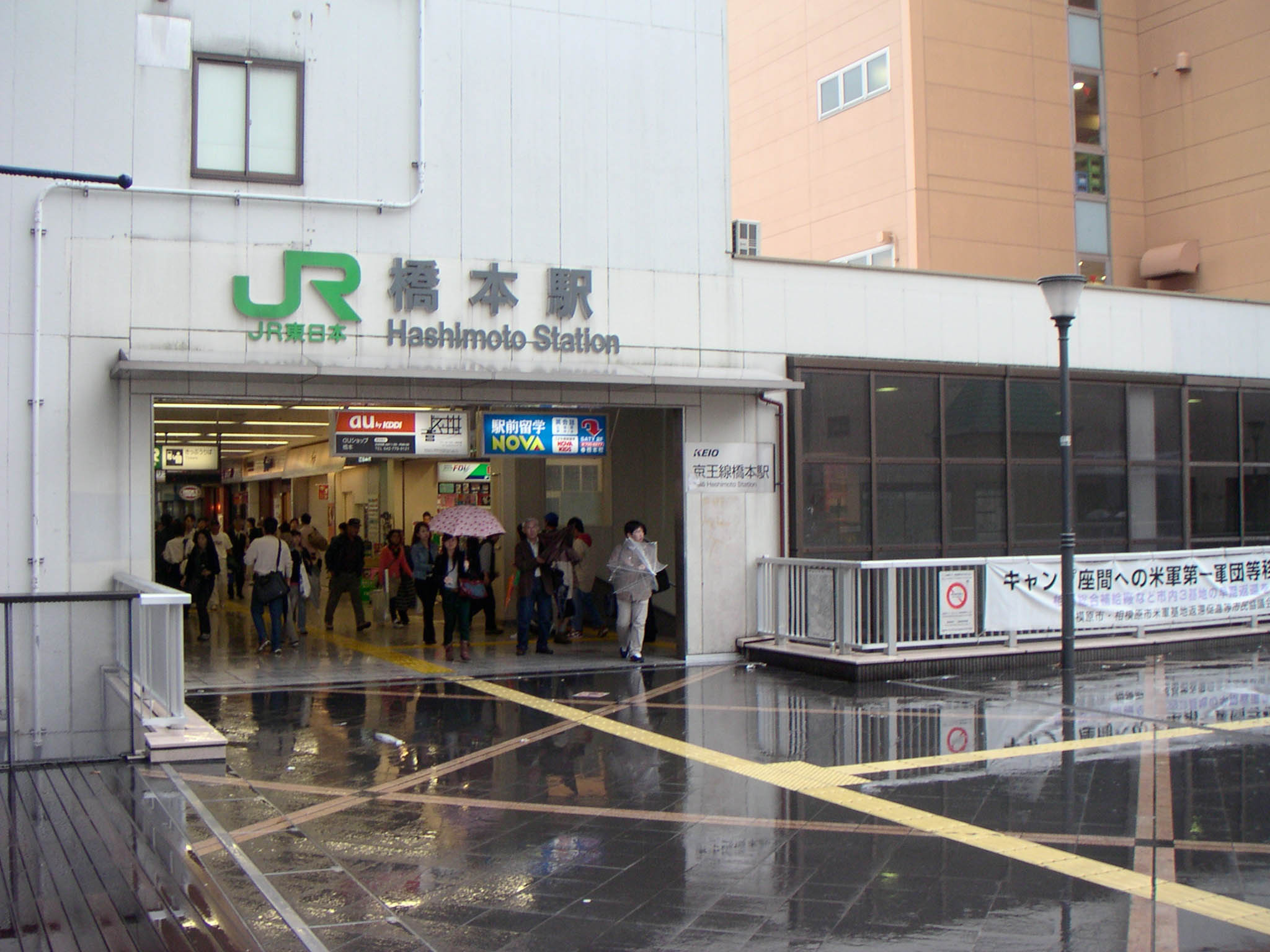
Estació de Hashimoto (JR)

### Ferrocarril
- Companyia de Ferrocarrils del Japó Oriental (JR East)
  - Hashimoto - Sagamiko - Fujino
- Ferrocarril Elèctric Keiо̄
  - Hashimoto

### Carretera
- Autopista Central (Chūō) - Autopista metropolitana de Tòquio (Ken-Ō)
- Nacional 16 - Nacional 20 - Nacional 129 - Nacional 412 - Nacional 413